# Michail Makarow (Bobfahrer)
Michail Makarow (* 13. Januar 1984 in Erfurt) ist ein deutscher Bobfahrer.
Michail Makarow betreibt Bobsport seit 2004 und startet für den BSR Rennsteig Oberhof. Im Viererbob von Manuel Machata gewann er 2006 den Titel des Juniorenweltmeisters. Im selben Jahr war er auch Sieger bei der Deutschen Juniorenmeisterschaft. 2007 gewann er in Altenberg bei der Junioren-WM ebenfalls wie 2008 in Igls Bronze. 2009 wurde er in Königssee Vizeweltmeister der Junioren und 2010 gewann er in St. Moritz erneut den Titel, jeweils im Viererbob.
Bei den Männern gab Makarow im Dezember 2005 in Igls sein Debüt, als er an der Seite von André Lange, Udo Lehmann und Thomas Pöge 12. im Viererbob wurde. 2006 folgte ein weiterer Einsatz im großen Schlitten von Pilot Karl Angerer, bei dem er nur 18. wurde. In der Saison 2007/08 kam Makarow regelmäßig im Schlitten von Manuel Machata im Bob-Europacup zum Einsatz. Seine beiden ersten Rennen im Viererbob gewann er in Igls und Königssee. Bis 2010 gewann er im Machata-Bob, in dem er meist im Vierer, ab und an auch im Zweierbob zum Einsatz kam, sechs Europacup-Rennen.